# Brian Brushwood
Brian Allen Brushwood (Fountain Valley, 17 januari 1975) is een Amerikaans goochelaar, comedian, presentator, podcaster en internetpersoonlijkheid. Brushwood presenteert de YouTubeserie Scam School, waarin hij goocheltrucs en raadsels uitlegt in cafés, om zo de kijker te leren hoe gratis bier te 'verdienen'. Ook presenteerde samen met Jason Murphy het National Geographic- en Netflixprogramma Hacking The System, wat is uitgegroeid tot de nog lopende YouTubeserie The Modern Rogue. 
Verder presenteert Brushwood een aantal podcasts. Samen met Justin Robert Young presenteert hij de wekelijkse comedy(video)podcast Night Attack. Met Young en schrijver Andrew Mayne presenteert hij wetenschapspodcast Weird Things en samen met Tom Merritt presenteert hij technologiepodcast Cordkillers. Brushwood won in 2015 een Podcast Award voor Night Attack en in 2016 voor Weird Things.